# Hipparchia jubaris
Hipparchia jubaris är en fjärilsart som beskrevs av Hans Fruhstorfer 1908. Hipparchia jubaris ingår i släktet Hipparchia och familjen praktfjärilar. Inga underarter finns listade i Catalogue of Life.